# Martigues
Martigues je město ve francouzském departementu Bouches-du-Rhône (region Provence-Alpes-Côte d'Azur). Žije v něm 48 783 obyvatel (rok 2016) zvaných Martégaux. Obec Martigues se skládá ze tří městských částí (Jonquières, Ferrières a L'île) a okolních vesnic Saint-Pierre-les-Martigues, Saint-Julien-les-Martigues, La Couronne, Carro, Lavéra a Croix-Sainte.

## Geografie
Martigues leží v regionu Côte Bleue 30 km severozápadně od Marseille. Nachází se na břehu laguny Étang de Berre a podél průplavu Canal de Caronte, který lagunu spojuje se Lvím zálivem, má proto přezdívku Provensálské Benátky. Přes kanál vede silniční viadukt dlouhý 875 metrů, otevřený v roce 1972. Podnebí je středomořské, nadmořská výška se pohybuje od nuly do 187 metrů.

## Historie
Na kopci Mourre du Bœuf byly nalezeny zbytky keltského oppida. Římané zde zřídili kolonii Maritima Avaticorum. Současné město založil v roce 1232 Ramon Berenguer V. Provensálský a v roce 1581 byla tři sousední sídla spojena do jednoho celku.

## Život ve městě
Záliv s přístavem Miroir aux oiseaux, lemovaný starobylými domy, je pro svou malebnost vyhledáván malíři a filmaři. Barokní kostel sv. Máří Magdalény je zapsán na seznam Monument historique. Nachází se zde Ziemovo muzeum, zaměřené na francouzské malířství devatenáctého století. Pomník Henriho Fabreho připomíná, že v roce 1910 se na Étang de Berre uskutečnil první let hydroplánu v historii. Město má nádraží na trati TER Provence-Alpes-Côte-d'Azur. Obyvatelé žijí převážně z turistického ruchu, rybolovu a zemědělství (obilí, zelenina a vinná réva), místní specialitou jsou jikry cípala zvané Poutargue de Martigues. K rekreaci je využívána nedaleká pláž La Couronne. Na předměstí Lavéra se nachází velká ropná rafinérie.

## Sport
Místní fotbalový klub FC Martigues hrál v letech 1993–1996 nejvyšší francouzskou soutěž.

## Rodáci
- Joseph Boze (1745–1826), malíř
- Charles Maurras (1868–1952), novinář a politik
- Éric Bernard (* 1964), závodník Formule 1
- Imany (* 1979), zpěvačka
- André-Pierre Gignac (* 1985), fotbalista

## Partnerská města
- Leuna (Německo, od roku 1987)